# Teknaf Upazila

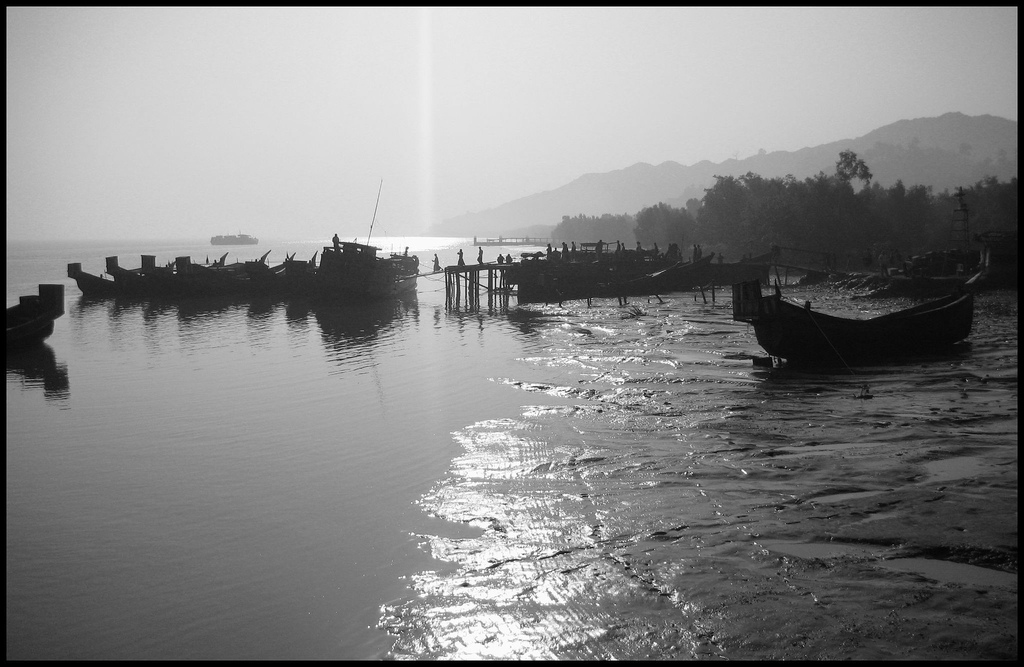
Teknaf port

Teknaf (bengalisch টেকনাফ Ṭeknaf) ist ein Upazila im Distrikt Cox’s Bazar in der Division Chittagong von Bangladesch. Das Upazila bildet das südlichste Areal des Festlands von Bangladesch. Zur Verwaltungseinheit gehört auch St. Martin's Island,  weiter südwestlich, als südlichste Insel. Der Name des Kreises bezieht sich auf den Fluss Naf, der hier die östliche Grenze des Upazila bildet und zugleich die Grenze zu Myanmar darstellt.

## Geographie

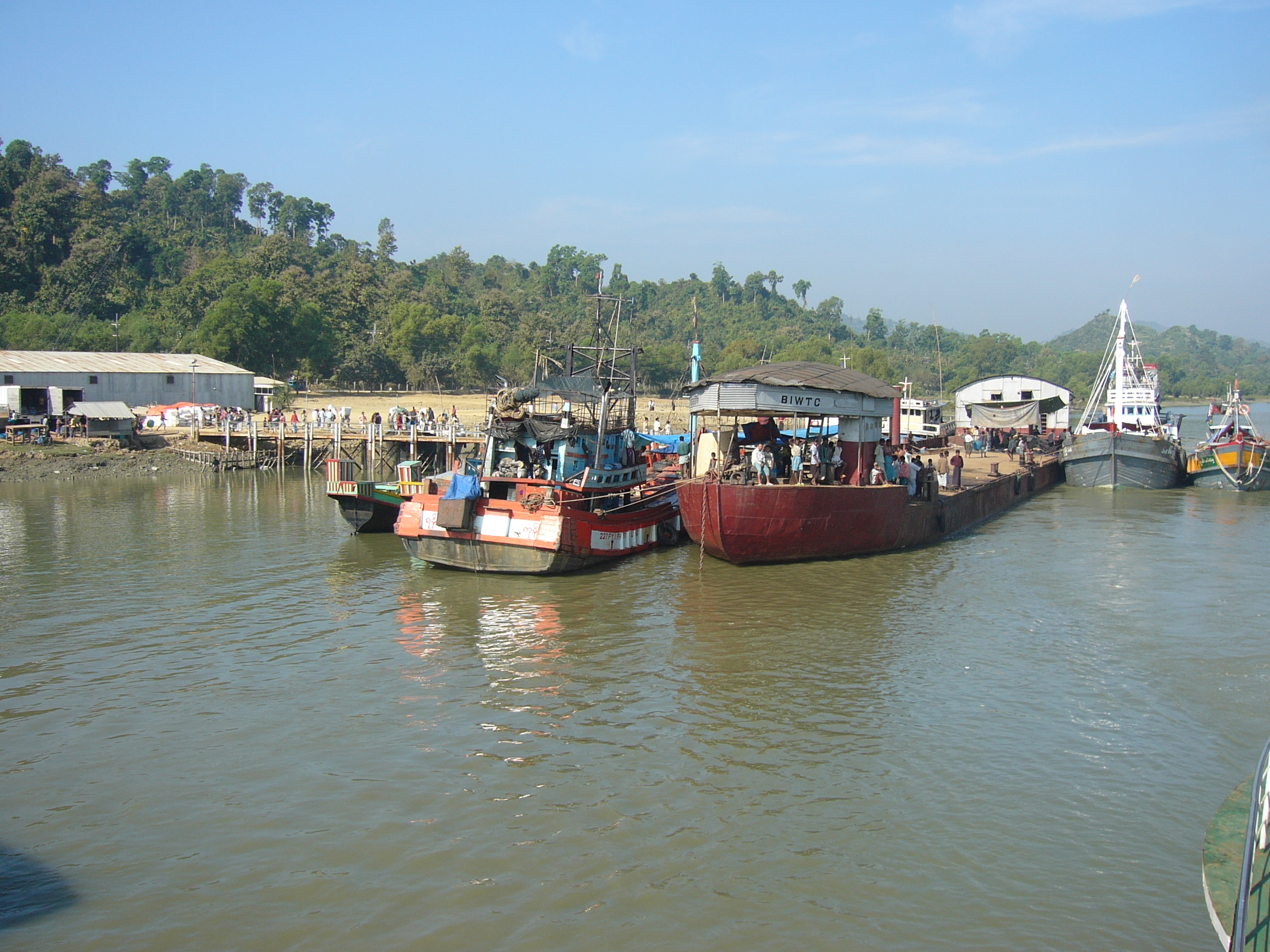
Bootsanleger von Teknaf

Das Upazila umfasst eine Fläche von 388,68 km². Es liegt auf einer Landzunge an der Ostküste des Golf von Bengalen. Das Ostufer der Landzunge wird vom Fluss Naf gebildet, der von Norden nach Süden verläuft und zugleich die Grenze zu Myanmar darstellt. Im Norden schließt sich Ukhia Upazila an.
Die Südspitze der Landzunge ist durch die Flussarme Rangaum Khal und Bharakh Khal von dieser getrennt und bildet die Insel Shah Porir Dwip (শাহপরীর দ্বীপ).
Auf der gegenüberliegenden Seite des Naf, in Myanmar liegt die Verwaltungseinheit Maungdaw (မောင်တော). Ein großes Gebiet der Verwaltungseinheit steht mit dem Teknaf-Wildreservat (টেকনাফ ওয়াইল্ডলাইফ স্যাংচুয়া) und dem Reju-Teknaf-Waldschutzgebiet unter Naturschutz.
Die höchste Erhebung ist der Taungyo Taung (267 m, ⊙).
Der Tidenhub im Ästuar des Naf unterliegt starken Schwankungen durch die Pegelstände des Naf. Auf der Ostseite der Halbinsel wird ausgiebig Reisanbau betrieben. Im Süden des Gebietes gibt es auch größere Gebiete die zur Salzgewinnung dienen.

## Verwaltung
Teknaf Upazila ist aufgeteilt in die Teknaf Municipality und sechs Unions (union parishad) Baharchhara, Whykong Union, Teknaf Union, Nhilla (Hnila), Sabrang Union und St. Martin. Die union parishads wiederum sind aufgeteilt in 12 mauzas und 146 Villages.
Teknaf Municipality ist geteilt in 9 Wards und 16 Mahallas. Die Gemeinde hatte 2017 40557 Einwohner.

## Demographie
Bei der Volkszählung 1991 hatte Teknaf 152.557 Einwohner in 23.675 Haushalten. Die Alphabetisierungsrate lag bei 16.6% (7+ years), gegenüber dem nationalen Durchschnitt von 32.4%.

## Bildung

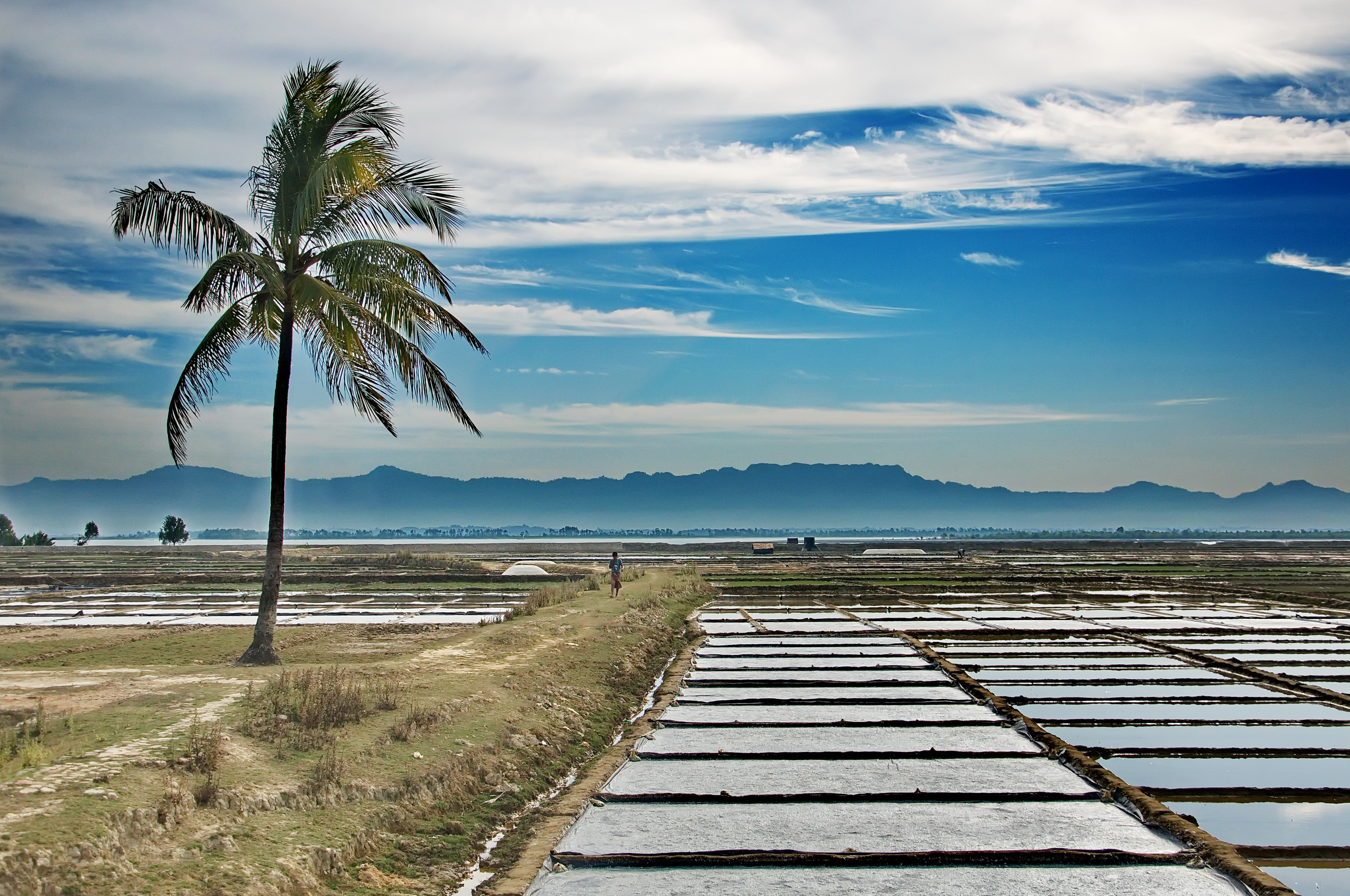
Salt Field in Teknaf Upazila.

In dem Gebiet gibt es eine ganze Anzahl von weiterführenden Schulen: Teknaf Govt. College, Hnilla High School, Teknaf Pilot High School, Alhaj Ali Achiya School & College, Nhilla Girls High School, Rangikhali Khadizatul Kubra (Ra.) Mohila Dakhil Madrasah, Rangikhali Darul Ulum Fazil Degree Madrasah, Hnilla Ideal Government Primary School and Teknaf Govt. Primary School, Pankhali Govt. Primary School.

## Klima
Das Gebiet zeichnet sich aus durch ein warmes tropisches Klima mit ergiebigem Regen.

## Flora und Fauna

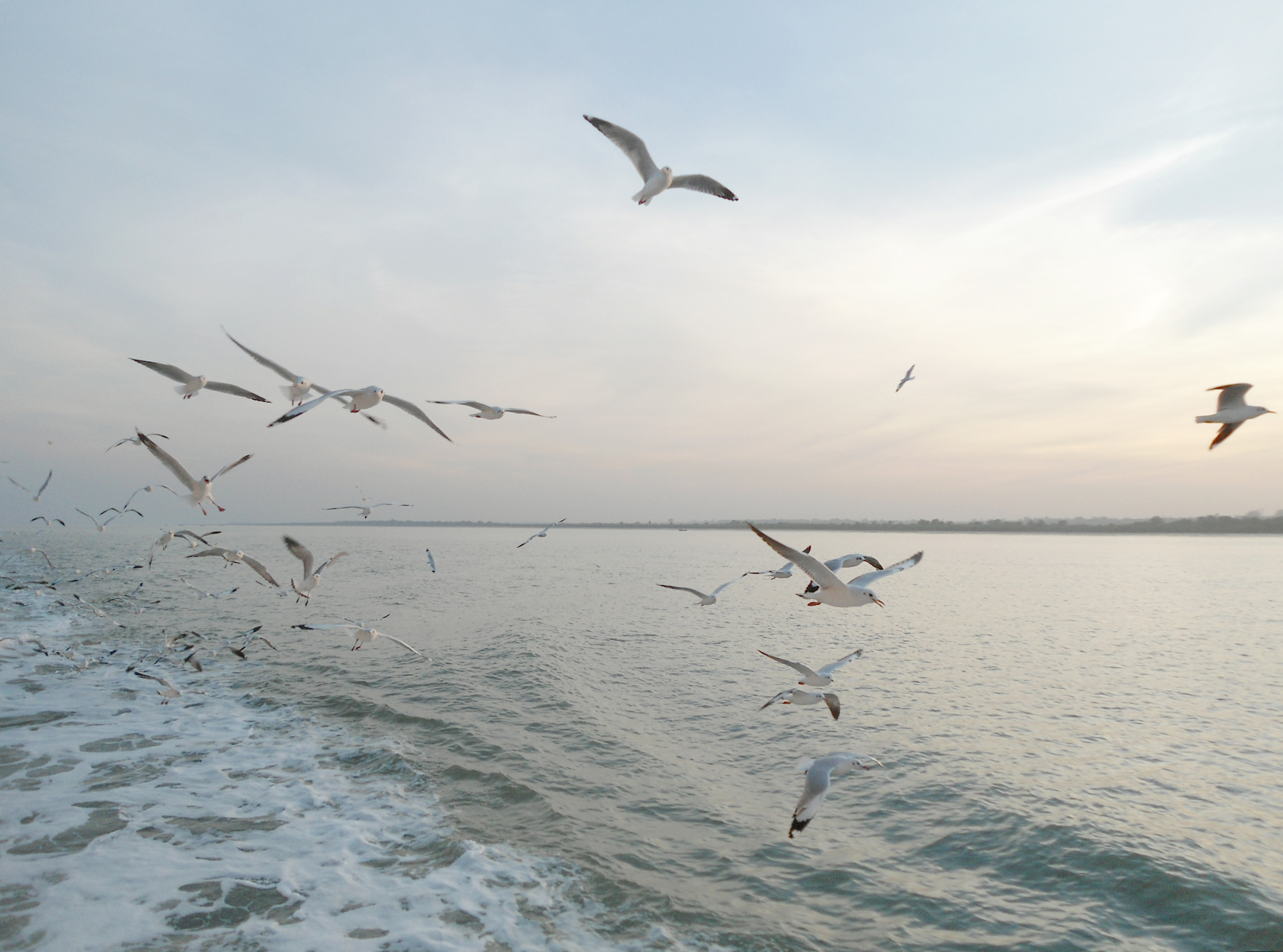
Seevögel bei Teknaf

Die Teknaf-Peninsula beherbergt ein langes Sandstrand-Ökosystem mit Stränden von ca. 80 km Länge und bildet zugleich ein wichtiges Übergangsgebiet für die ökologischen Faunenregionen der Indo-Himalaya- und der Indo-Malayischen Ökoregionen. Habitate wie Mangrovenbestände,                     Wattgebiete (mudflats), Strände und Sanddünen, Kanäle und Lagunen, sowie Meereslebensräume liegen hier unmittelbar nebeneinander. Mangrovenwälder kommen an der Teknaf-Halbinsel sowohl als Naturwälder, als auch als Pflanzungen vor, vor allem an den Gezeitenzonen.
In den Mangroven hat man 161 verschiedene Fischarten gezählt. Der Teknaf Reserved Forest ist einer der ältesten Reserved Forests in Bangladesch.